# Не делайте мне больно, господа
«Не де́лайте мне бо́льно, господа́» — тринадцатый студийный альбом Аллы Пугачёвой. Вышел в 1995 году. Песни вошедшие в диск записаны в период с 1992 по 1995 год. Альбом отразил новый поворот в творчестве Пугачёвой, обусловленный близкими отношениями с Филиппом Киркоровым, который на этом альбоме выступил в роли продюсера, а годом ранее стал мужем певицы.

## История создания
В 1994 году Алла Пугачёва вышла замуж за Филиппа Киркорова, спустя некоторое время пара объявила о венчании, которое прошло в Израиле. 18 июля 1994 года они дают обширное совместное интервью Владиславу Листьеву на телепередаче «Час Пик». В этот период Пугачёва ведёт активную гастрольную деятельность, меняет имидж — её концертными нарядами становятся короткие платья чёрного цвета выше колена. В течение второй половины 1994 года позиции певицы в музыкальных чартах страны падают, она выпускает три новые песни «Любовь, похожая на сон», «Сильная женщина» и «Бессонница», последняя занимает 1-е место всего неделю.
В сентябре 1995 года Пугачёва приступает к изданию альбома, который планировала выпустить к концу года. Она сама позвонила на студию «Союз» и предложила им издать его, но с их условием: на обложке компакт-диска должна была быть наклейка «Последний альбом». Пугачёва подписывает контракт и подбирает состав авторов и композиторов для работы. Продюсером альбома становится Филипп Киркоров. В альбом вошли композиции, записанные с 1992 по 1995 год. Сведение альбома проходило в течение ноября 1995 года.

### Запись
Аранжировки ко всем песням написал Валерий Демьянов. Из-за повышенного внимания прессы к личной жизни Пугачёвой, запись альбома была произведена на студии «Салам» в Твери. Филипп Киркоров отмечал, что процесс записи альбома шёл оживлённо, потому что он знал о моментах, когда Пугачёва хотела петь и записываться. Пугачёва же в свою очередь отмечала, что работа с Киркоровым шла легко и непринуждённо.

## Оформление
Первоначально на обложке предполагалось разместить наклейку «Последний альбом», но Пугачёва надпись изменила: «Дай бог не последний». Буклет альбома содержит слова признательности А. Пугачёвой:
«Моя благодарность Виктору Зинчуку за его соло в песнях „Мэри“ и „Куда все уходят?“, а также моему мужу за вдохновение».
Помимо специальной фотографии для альбома, в его оформлении использованы две фотографии Пугачёвой с одного из сольных концертов конца 1970-х гг. (концертная программа «Женщина, которая поёт») и кадр из кинофильма «Пришла и говорю» (1985).

## Продвижение
По неподтверждённым официально сведениям, гонорар певицы за альбом составил 100 тысяч долларов; в середине 1990-х эта сумма стала рекордно высокой в отечественном шоу-бизнесе. 15 декабря 1995 года была собрана пресс-конференция по поводу выхода альбома, а на следующий день в ресторане «Метрополя» прошла его презентация. 20 декабря 1995 года альбом поступил в продажу в музыкальные магазины в двух вариантах: на компакт-диске и на аудио-кассете.

## Продажи и отзывы критиков
Критики встретили альбом со смешанными отзывами. А. Климов в «Арт-фонаре» написал: «Хитовый потенциал пластинки на редкость слаб. Это не тот шлягерный конвейер, который выдавался раньше Паулсом, Кузьминым, Николаевым и Резником. И хотя на пластинке задействованы такие именитые люди, как покойный Леонид Дербенёв, тот же Резник, попспрофи Укупник, Крутой и Фрадкин, а большая часть музыки написана самой Аллой Борисовной, ощущение определённой вымученности не проходит и после первого, и после второго прослушивания…».
Н. Фохт из «Известий» комментировал «В музыкальном плане пластинка оставляет странное впечатление. В лучшем альбоме сезона нет шлягеров… Самым высоким достижением певицы стало „ре“ второй октавы в песенке народного артиста России Игоря Крутого „Любовь, похожая на сон“ — остальное — мелодекламация или экспрессивные, „пугачёвские“ вокальные эскапады. Есть с чем сравнивать. Этапы работы с Таривердиевым, Минковым, Паулсом поставили артистке планку, которая её почему-то не устроила. Элемент музыкальной самодеятельности всегда манил знаменитую певицу, но в контексте очень хорошего материала не бросался в глаза, не раздражал, был даже изюминкой, бантиком, необходимой отдушиной. Скромный, безымпровизационный (за исключением запоминающегося участия в двух песнях гитариста Виктора Зинчука) аккомпанемент — следствие небогатой идеями музыки Аллы Борисовны. Непростое впечатление от альбома: при всём уважении к всенародной певице — ощущение тупика…».
Диск Пугачёвой поступил в продажу 20 декабря, а уже через неделю он вышел на 1-е место в списке лучших продаж в дистрибьюторской сети студии «Союз».
Альбом занял 10-е место по опросу читателей «Звуковой дорожки» в 1996 году. Не делайте мне больно, господа получил профессиональную премию «Звезда» как лучший альбом года в 1996 году.

## Список композиций
1. Мэри (Алла Пугачёва)
2. Не делайте мне больно, господа (Кораблик) (Пугачёва — Александр Алов)
3. Бессонница (Пугачёва — Леонид Дербенёв)
4. Настоящий полковник (Пугачёва — неизвестный автор)
5. Куда все уходят? (Пугачёва — Илья Резник)
6. Ах, как живётся мне сегодня! (Алла Пугачёва)
7. Так иди же сюда (Пугачёва)
8. Бежала голову сломя (Пугачёва — Борис Вахнюк)
9. Сильная женщина (Аркадий Укупник — Пугачёва, Алов)
10. Я тебя никому не отдам (Пугачёва — Лариса Куликова)
11. Ты мне должен закаты (Укупник — Алов)
12. Большак (Марк Фрадкин — Николай Доризо)
13. Любовь, похожая на сон (Игорь Крутой — Валерия Горбачёва)
14. Can no laditi (Узи Хитман) дуэт с Филиппом Киркоровым («Здесь родился я» пер с иврита)
15. Да, да, нет, да (Укупник — Алов)
16. Две рюмки (Пугачёва — Диомид Костюрин)
17. Колдун (Дмитрий Соболь — Наталья Пляцковская)
18. Грабитель (Александр Лукьянов — Григорий Белкин)